# Utsikt genom tre bågar på Colosseums tredje våning
Utsikt genom tre bågar på Colosseums tredje våning (danska: Udsigt gennem tre af de nordvestlige buer i Colosseums tredje stokværk) är en dansk oljemålning av Christoffer Wilhelm Eckersberg från 1815–1816.
Målningen gjordes under Eckersbergs tre år långa vistelse i Rom 1813–1816 och avbildar en vy över staden sedd från Colosseum.
Målningen finns på Statens Museum for Kunst och ingår i Danmarks kulturkanon.